# Tầng Serpukhov
| Hệ/ Kỷ                                 | Thống/ Thế   | Bậc/ Kỳ   | Tuổi (Ma) | Tuổi (Ma) |
| -------------------------------------- | ------------ | --------- | --------- | --------- |
| Permi                                  | Cisural      | Assel     | trẻ hơn   | trẻ hơn   |
| Carbon                                 | Pennsylvania | Gzhel     | 298.9     | 303.7     |
| Carbon                                 | Pennsylvania | Kasimov   | 303.7     | 307.0     |
| Carbon                                 | Pennsylvania | Moskva    | 307.0     | 315.2     |
| Carbon                                 | Pennsylvania | Bashkiria | 315.2     | 323.2     |
| Carbon                                 | Mississippi  | Serpukhov | 323.2     | 330.9     |
| Carbon                                 | Mississippi  | Visé      | 330.9     | 346.7     |
| Carbon                                 | Mississippi  | Tournai   | 346.7     | 358.9     |
| Devon                                  | Muộn         | Famenne   | già hơn   | già hơn   |
| Phân chia kỷ Carbon theo ICS năm 2017. |              |           |           |           |

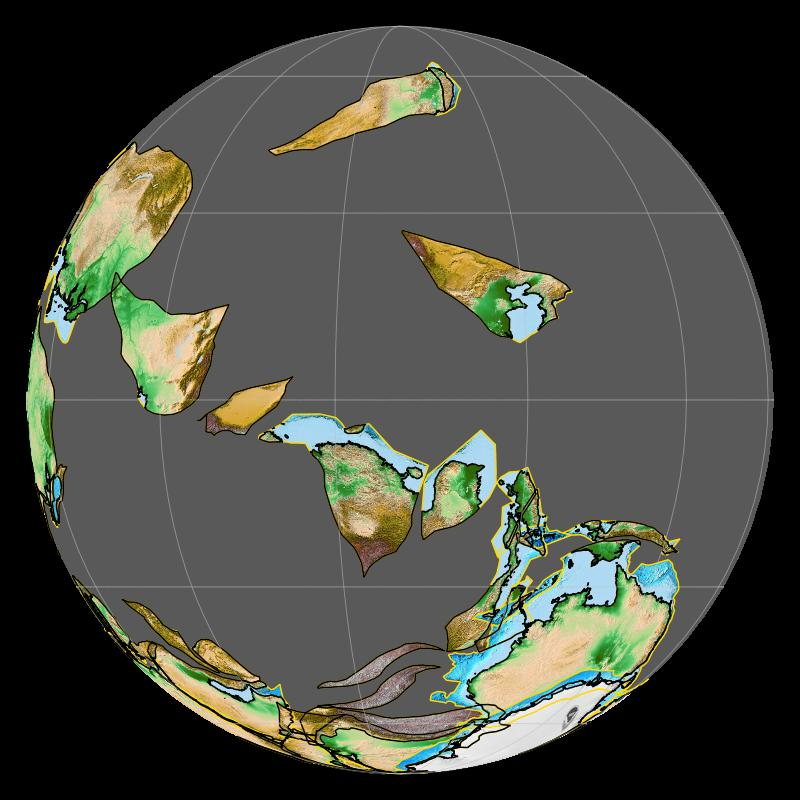
Bản đồ châu Á vào 325 Triệu năm trước(Tầng Serpukhov)

Tầng Serpukhov là tầng động vật cuối cùng trong ba tầng thuộc thế Mississippi của kỷ Than Đá. Nó kéo dài từ khoảng 326,5±1,6 triệu năm trước (Ma) tới 318,1±1,3 Ma. Đứng trước nó là tầng Visé và đứng sau nó là tầng Bashkiria. Tên gọi của tầng này được đặt theo thị trấn Serpukhov (Серпухов) của Nga, cách Moskva khoảng 99 km về phía nam, nơi hợp lưu của hai con sông là sông Oka và sông Nara.
GSSP chính thức của ICS vẫn chưa xác định. Mốc đánh dấu sự bắt đầu của tầng này vẫn chưa được chọn chính thức, tuy một số nhà địa chất coi đó là thời điểm xuất hiện lần đầu tiên của loài động vật răng nón có danh pháp Lochriea crusiformis. Mốc đánh dấu sự kết thúc của tầng này là thời điểm xuất hiện lần đầu tiên của loài động vật răng nón có danh pháp Declinognathodus nodiliferus.